# MAX TOOL VOL.1
『MAX TOOL VOL.1』（マックス・ツール・ヴォリューム・ワン）は、MULTI MAXのベスト・アルバム。1992年12月2日に発売された。発売元は東芝EMI / EASTWORLD。
現在は、廃盤作品となっている。

## 解説
MULTI MAX初のベストアルバム。タイトルに「VOL.1」と書かれているが、続編である「VOL.2」は発売されていない。
初回限定盤のみ特典としてロゴステッカーが封入された。
本作を引っ提げて。発売前日の12月1日から戸田市文化会館を皮切りにコンサートツアー「MULTI MAX CONCERT TOUR 1992“MAX TOOL”」を行った。本ツアーの模様は1993年5月12日発売の映像作品『MAXISM IN BUDOKAN』にて映像化されている。

## 収録曲
| 全編曲: 村上啓介。 |                       |               |           |       |
| #                  | タイトル              | 作詞          | 作曲      | 時間  |
| 1.                 | 「MULTI MAXのテーマ」 | CHAGE、澤地隆 | CHAGE     | 4:06  |
| 2.                 | 「LOVE」              | 青木せい子    | CHAGE     | 4:52  |
| 3.                 | 「遠い街から」        | CHAGE         | 村上啓介  | 5:23  |
| 4.                 | 「SOME DAY」          | 澤地隆        | CHAGE     | 5:43  |
| 5.                 | 「STILL」             | CHAGE         | CHAGE     | 4:03  |
| 6.                 | 「RAINY DAY」         | 陣内大蔵      | 村上啓介  | 5:07  |
| 7.                 | 「WINDY ROAD」        | 澤地隆        | CHAGE     | 7:08  |
| 合計時間:          | 合計時間:             | 合計時間:     | 合計時間: | 36:22 |

## 楽曲解説
1. MULTI MAXのテーマ
1989年11月29日発売の1枚目アルバム『HEAVEN』収録曲。
アルバム『HEAVEN』ではCD頭出しの際、前曲「MOFU」のアウトロが一瞬聞こえるが、本作ではこの部分は入っていない。
2. LOVE
1991年11月6日発売の3枚目シングル。
3. 遠い街から
1992年5月1日発売の4枚目シングル。
シングル・ヴァージョンはアルバム初収録。
4. SOME DAY
1989年10月21日発売の1枚目シングル。
5. STILL
1991年4月12日発売の2枚目アルバム『STILL』収録曲。
6. RAINY DAY
1992年5月20日発売の3枚目アルバム『Human』収録曲。
7. WINDY ROAD
1991年4月12日発売の2枚目シングル。
本作に収録されているのは、アルバム『STILL』に収録されているアルバム・ヴァージョンだが、イントロが少し短くなっている。